# Michel Teychenné
Michel Teychenné (ur. 22 lipca 1957 w Foixu) – francuski polityk, deputowany do Parlamentu Europejskiego (2008–2009).

## Życiorys
W 1978 ukończył uzyskał dyplom w zakresie rolnictwa w Państwowej Szkole Agronomicznej w Clermont-Ferrand. Kształcił się później w Wyższej Szkole Kultury Audiowizualnej przy Uniwersytecie Tuluza II. Pracował w administracji turystycznej regionu Midi-Pyrénées, m.in. jako dyrektor w komitecie wycieczek pieszych, zastępca sekretarza generalnego i sekretarz generalny Regionalnego Komitetu Turystyki. Zaangażował się w działalność Partii Socjalistycznej, pod koniec lat 80. pełnił funkcję asystenta poselskiego Lionela Jospina. Później do 1992 był doradcą politycznym ministra edukacji. Od 1992 do 1995 zajmował stanowisko dyrektorskie w Stowarzyszeniu Uniwersytetów Frankofońskich (AUPELF) w Montrealu, po czym przez 12 lat był zastępcą dziekana w jednej ze szkół wyższych w Tuluzie.
W 1998 wszedł w skład rady krajowej Partii Socjalistycznej. Od 2001 do 2008 był zastępcą mera Pailhès.
W październiku 2008 z ramienia PS objął mandat posła do Parlamentu Europejskiego (zastępując Roberta Navarro). Był członkiem grupy Partii Europejskich Socjalistów, pracował m.in. w Komisji Transportu i Turystyki. W PE zasiadał do lipca 2009.
Michel Teychenné jest otwartym homoseksualistą. W 2008 wybrany do rady miejscowości Pamiers. W 2010 nie został liderem listy socjalistycznej w wyborach regionalnych w Midi-Pyrénées, oskarżając swoje ugrupowanie o dyskryminację ze względu na orientację seksualną.